# Philadelphia Female Anti-Slavery Society

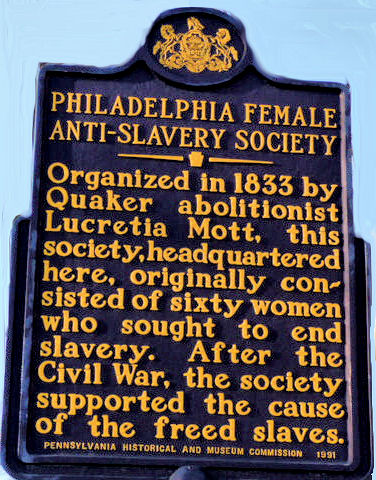
Philadelphia Female Anti-Slavery Society

Philadelphia Female Anti-Slavery Society (PFASS) var en amerikansk abolitionistförening för kvinnor, grundad i december 1833 i Philadelphia och upplöst i mars 1870 efter det fjortonde och femtonde tillägget i USA:s konstitution som avskaffade slaveriet i USA. 
Föreningen grundades av arton kvinnor, bland dem Mary Ann M'Clintock, Margaretta Forten, Sarah Louisa Forten Purvis och Harriet Forten Purvis. Orsaken var att kvinnor inte fick bli medlemmar i American Anti-Slavery Society, som tidigare samma år hade grundats av bland andra William Lloyd Garrison. 
PFASS illustrerade den framträdande och aktiva roll kvinnor spelade inom den amerikanska abolitioniströrelsen, som annars oftast var informell, och den följdes snart av fler abolitionistföreningar för kvinnor. Genom att organisera kvinnor i en politiskt aktiv förening utmanade den det rådande amerikanska kvinnoidealet, den så kallade cult of domesticity. 
Den innefattade både vita och färgade medlemmar och utmanade därmed även i den meningen dåtidens normer. En stor del av dess vita medlemmar var kväkare. Bland dess mer berömda medlemmar fanns Lucretia Mott, Angelina Grimké, Grace Bustill Douglass, Sarah Mapps Douglass, och Hetty Reckless. Sarah Pugh var dess ordförande under hela dess existens. 

### Fotnoter
1. ↑  Soderlund, Jean R. (1994). "Priorities and Power: The Philadelphia Anti-Slavery Society". In Jean Fagan Yellin & John C. VanHorne (eds.) (eds.). The Abolitionist Sisterhood. Cornell University Press.